# Ojén
Ojén és un poble de la província de Màlaga (Andalusia), que pertany a la comarca de la Sierra de las Nieves. Limita amb Mijas a l'est, amb Marbella al sud, amb Istán a l'oest i amb Monda i Coín al nord.

## Història
Ja en el Paleolític intervinc aquesta zona estava habitada per l'Home de Neandertal, que vivia en grups nòmades, i el Neolític va existir ja una població assentada, com ho demostra la Cova de Pecho Redondo. Durant el baix Imperi Romà la costa va estar molt habitada i s'especula que en la zona d'Ojén hagués algun poblat que explotava l'agricultura i ramaderia. La primera vegada que s'esmena Ojén és a la "Crònica de les fetes dels emirs cordovesos". Segons la crònica, Abderraman III inicia una batalla per a sotmetre la rebel·lió dels mossàrabs (cristians que vivien en les terres musulmanes) i els muladins malaguenys. Se sap que una de les batalles entre els rebels i l'exèrcit va ser davant de les muralles del Castell d'Ojén.
La revolta dels mossàrabs va provocar l'existència d'un regnat efímer amb capital a Bobastro; en l'any 921 Abderraman va alliberar Ojén i la seva església va ser convertida en mesquita. En 1485 els musulmans capitulen davant el Rei Ferran el Catòlic i s'entra de ple en l'Edat Moderna. En aquella època Ojén enviava a Marbella para exportar a Àfrica, panses, figues seques, ametlles, sedes, cera i mel dels seus ruscs. Els musulmans mudèjars passen a ser vassalls de Castella i en 1492 els Reis Catòlics prenen totalment el Regne de Granada, finalitzant la Reconquesta.
Ojén es constituí en Concejo i es realitza la partió del terme. Ojén depèn de Marbella, que nomena un regidor amb jurisdicció civil i criminal. Els Reis no van permetre la presència de musulmans a menys d'una llegua de la Costa i molts habitants de Marbella s'estableixen a Ojén; la mesura es va prendre per a evitar la col·laboració musulmana amb els pirates turcs i berberiscs. Havia llavors en Ojén 114 veïns, quatre d'ells cristians vells. El 1505, per ordre de l'arquebisbe de Sevilla, Diego de Deza es va fer l'erecció canònica de l'actual parròquia de Nostra Senyora de l'Encarnació. En 1568, durant el regnat de Felip II es produïx la rebel·lió dels moriscs d'Istán, i en 1569 se'ls uneixen els moriscs de Ojén, que fugen amb les seves famílies i estris a les serres properes abandonant les terres després de matar als seus veïns cristians vells i incendiar l'Església, cases i cultius. Felip II nomena el Duc de Medina Sidonia i la Duc d'Arcos per a pacificar la Regió muntanyenca de Ronda i acabar amb la rebel·lió. En 1570 finalitza la guerra i Ojén és repoblat per cristians vells.
El problema morisc continua a Espanya fins que en 1609 el rei Felip III expulsa als moriscs. En 1.772 el cronista britànic Francis Carter descriu Ojén com "un poble de gent afable, senzilla, que desconeix el te i el cafè, però gaudeix de llet de cabra en les seves tasses de fang". En 1807 Carles IV concedeix Ojén independència de la jurisdicció de Marbella. En 1.905 Pedro Fernández va manar construir la Fuente de los Chorros i en 1906 el Marquès de Larios va aixecar el Palau de Juanar com refugio de cacera, on en una ocasió va ser convidat el rei Alfons XIII. El Palau de Juanar va ser habilitat com a Parador de Turisme en 1965 i des de 1984 l'explota una cooperativa de treballadors d'Ojén.